# Geaca
Geaca [ˈd͡ʒeaca] (ungarisch Gyeke) ist eine Gemeinde im Kreis Cluj, in der Region Siebenbürgen in Rumänien.

## Geographische Lage

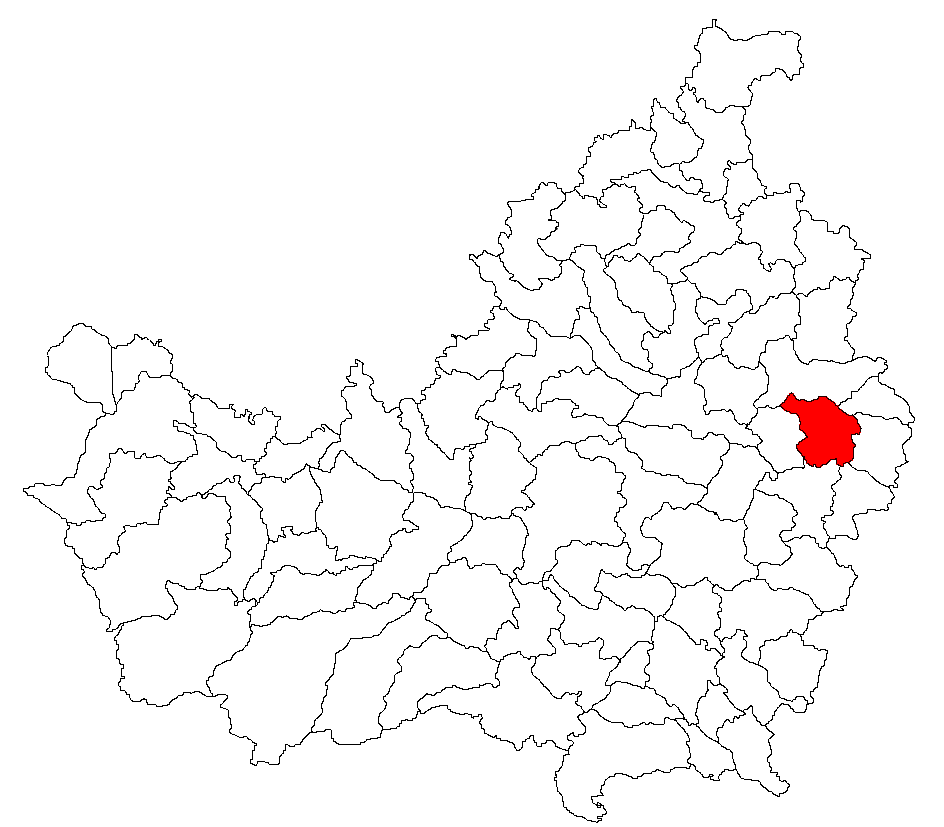
Lage der Gemeinde Geaca im Kreis Cluj

Die Gemeinde Geaca liegt im Siebenbürgischen Becken im Osten des Kreises Cluj. Am Oberlauf des Fizeș – ein rechter Zufluss des Someșul Mic –, am gleichnamigen See und an der Kreisstraße (Drum județean) DJ 109C befindet sich das Gemeindezentrum etwa 30 Kilometer südöstlich von der Stadt Gherla (Neuschloss) und 50 Kilometer östlich von der Kreishauptstadt Cluj-Napoca (Klausenburg) entfernt.
Auf dem Areal der Gemeinde befinden sich mehrere Seen auf einer Fläche von etwa 112,50 Hektar.

## Geschichte
Der Ort Geaca wurde erstmals, nach unterschiedlichen Angaben, 1213 oder 1228 urkundlich erwähnt. Im Mittelalter war der Ort in Besitz der ungarischen Adelsfamilien Wesselényi und Kornis. Auf eine Besiedlung der Region deuten nach Angaben von M. Roska archäologische Funde im eingemeindeten Dorf Lacu (ungarisch Feketelak) bis in die frühe Bronzezeit zurück. Zahlreiche archäologische Funde wurden auch auf dem Areal des eingemeindeten Dorfes Sucutard (ungarisch Vasszentgothárd) gefunden.
Im Königreich Ungarn gehörte die heutige Gemeinde dem Stuhlbezirk Teke in der Gespanschaft Klausenburg, anschließend dem historischen Kreis Cluj und ab 1950 dem heutigen Kreis Cluj an.

## Bevölkerung
Die Bevölkerung der Gemeinde entwickelte sich wie folgt:
| 1850 | 2.769 | 1.879 | 743   | 18 | 129           |
| 1920 | 3.280 | 2.199 | 969   | -  | 112           |
| 1956 | 4.086 | 3.027 | 1.025 | -  | 34            |
| 2002 | 1.744 | 1.414 | 302   | 1  | 27            |
| 2011 | 1.626 | 1.229 | 238   | 2  | 157 (Roma 78) |
| 2021 | 1.410 | 1.066 | 159   | 2  | 183 (Roma 48) |

Seit 1850 wurde auf dem Gebiet der heutigen Gemeinde die höchste Einwohnerzahl und auch die der Rumänen 1956 ermittelt. Die höchste Bevölkerungszahl der Magyaren (1.157) wurde 1910, der Roma (126) 1930 und die der Rumäniendeutschen (20) 1880 registriert.

## Sehenswürdigkeiten
- Im Gemeindezentrum das Landhaus der ungarischen Adelsfamilie Béldy, im 19. Jahrhundert errichtet, steht unter Denkmalschutz.[8]
- Im eingemeindeten Dorf Lacu die Holzkirche Cuvioasa Paraschiva, 1771 errichtet, steht unter Denkmalschutz.[8]
- Im eingemeindeten Dorf Legii (ungarisch Légen) die reformierte Kirche, 1849 errichtet, steht unter Denkmalschutz.[8]
- Auf dem Areal des eingemeindeten Dorfes Legii (ungarisch Légen), befindet sich das etwa 128 Hektar große Naturschutzgebiet Valea Legiilor der IUCN-Kategorie-IV.[9] Hier sind unter den Vögeln die Rohrdommel und unter den Pflanzen die Schachblume aufzufinden. Für 23,9 Hektar des Naturschutzgebietes hat die Gemeinde strengere Regeln erlassen.[10]

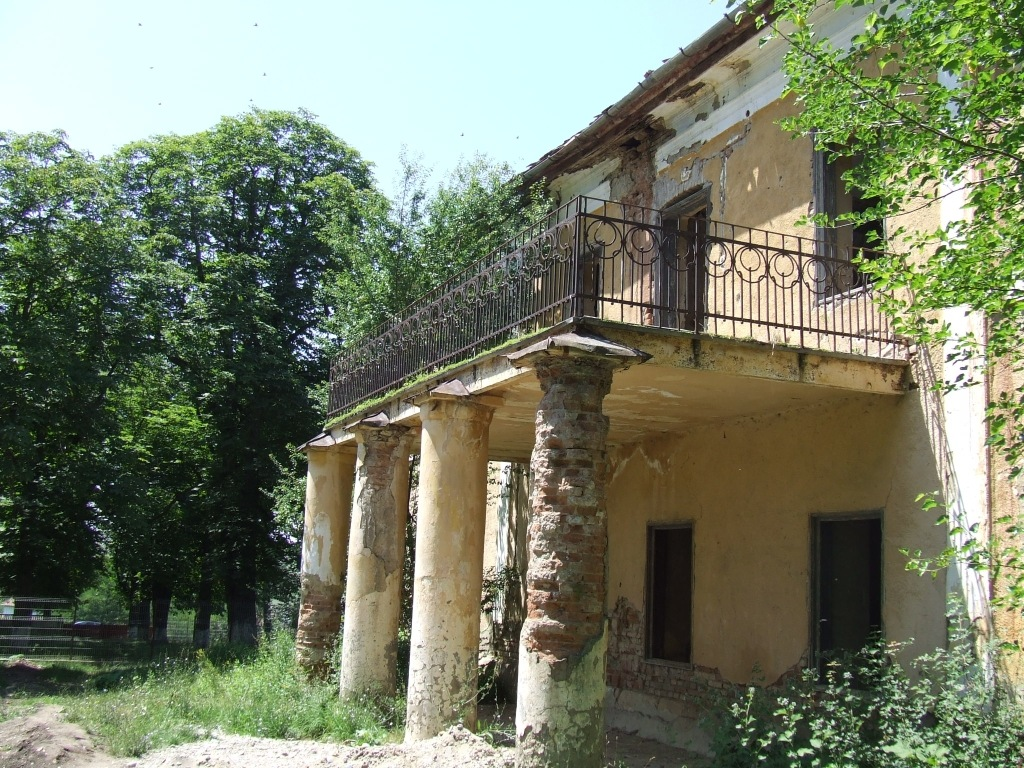
Landhaus Béldy
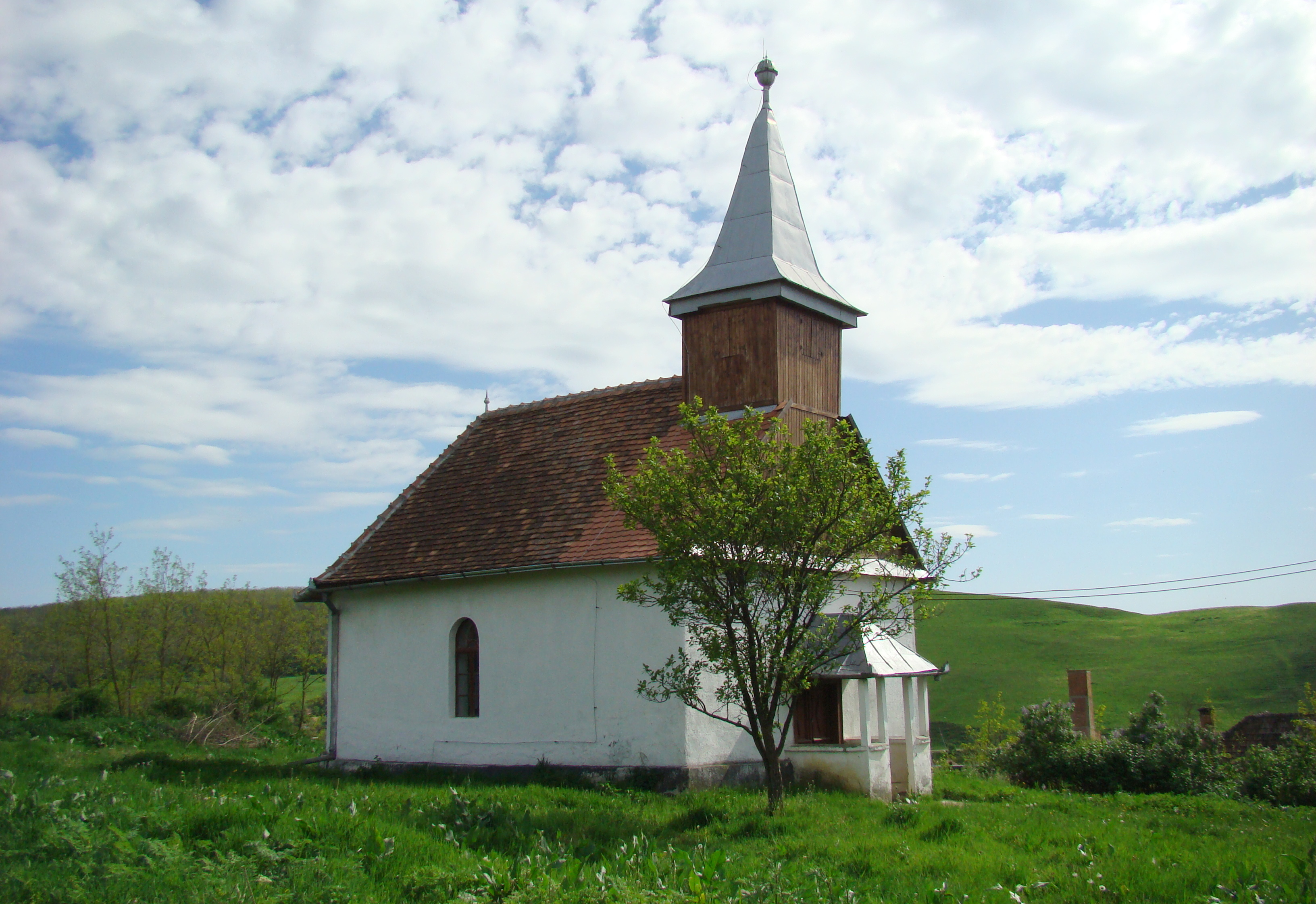
Kirche in Geaca
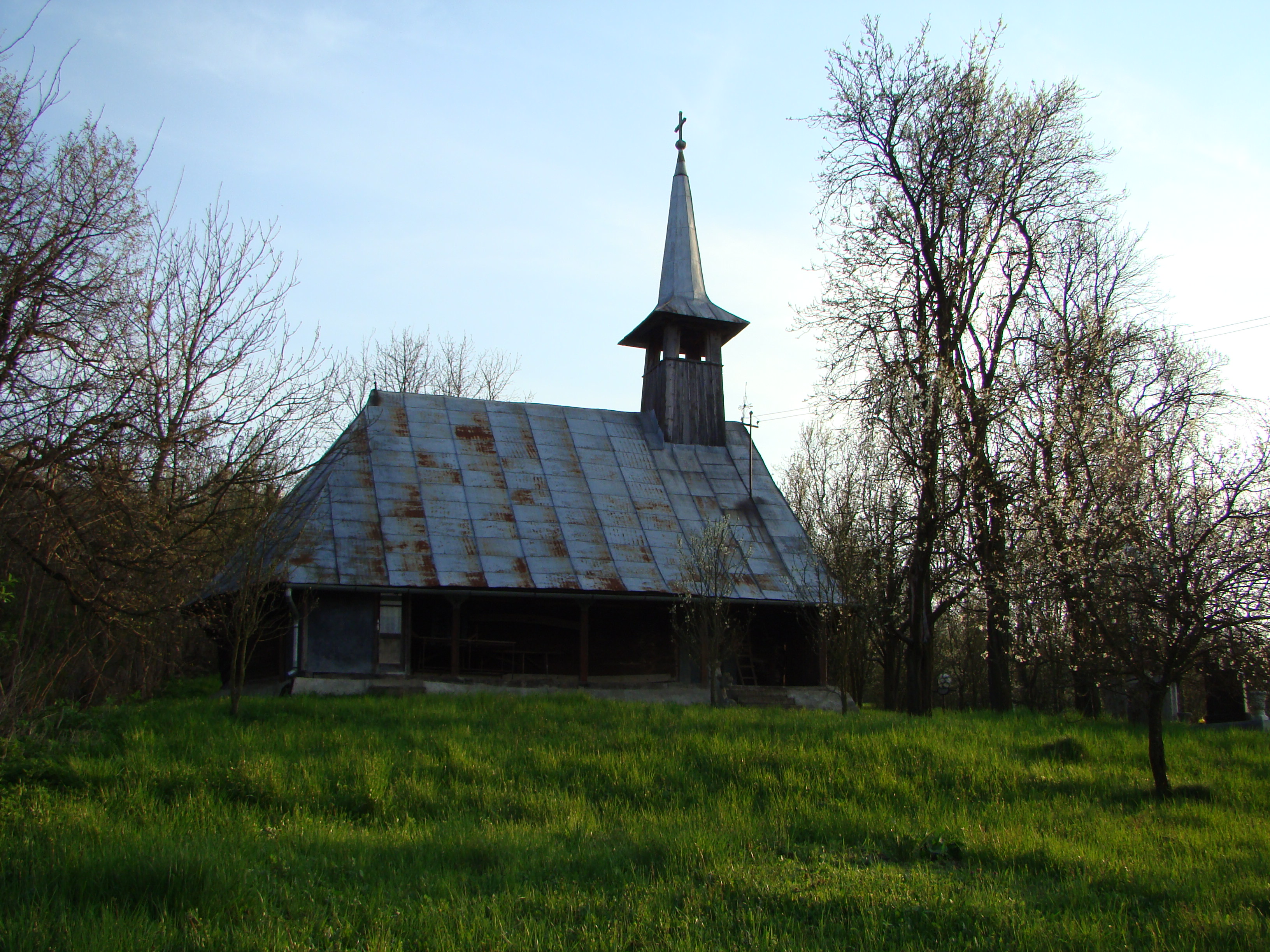
Holzkirche in Lacu
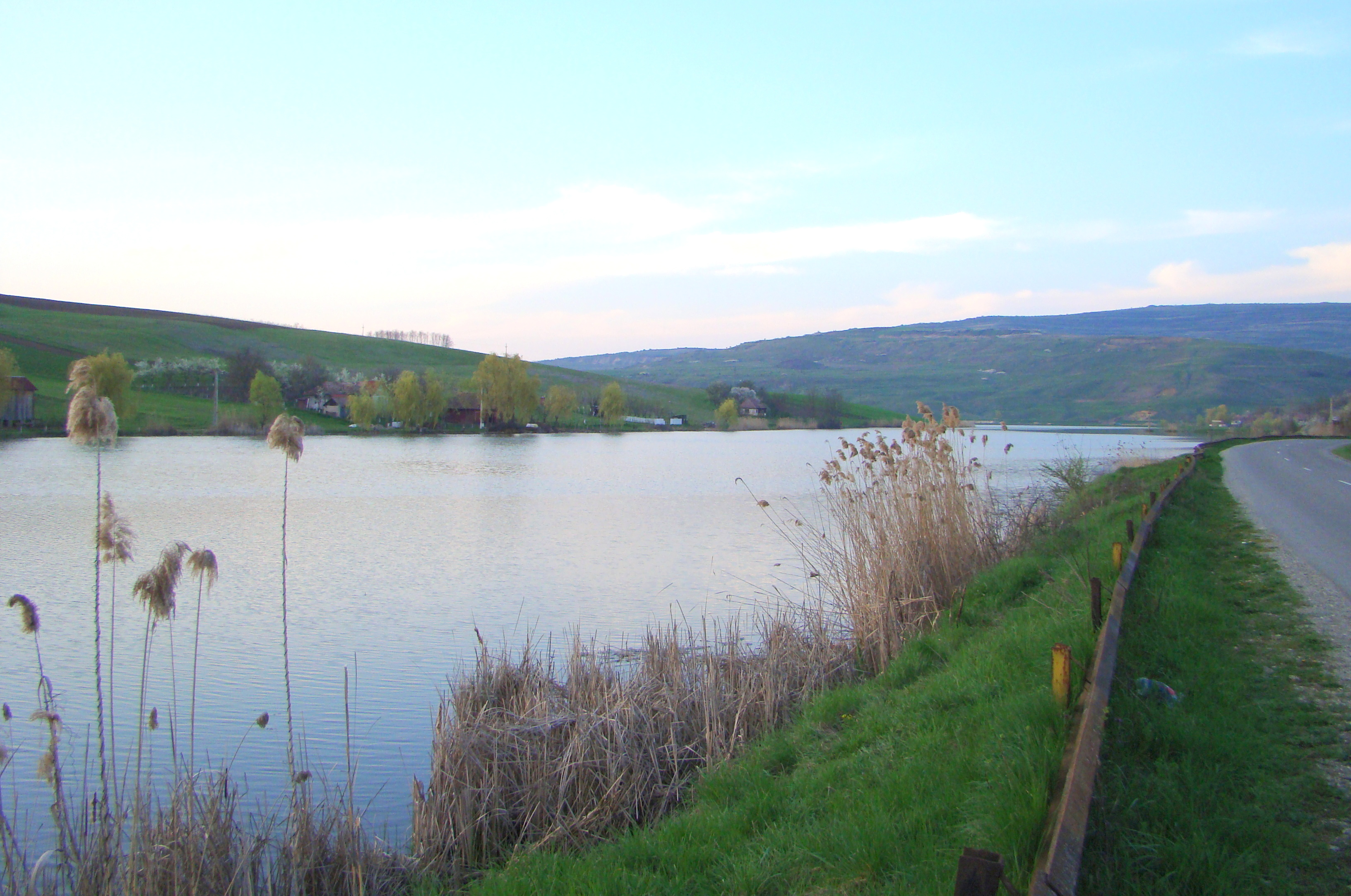
See bei Lacu